# Gold Dust
Gold Dust – trzynasty album studyjny Tori Amos. Składają się na niego utwory z bogatego katalogu artystki, nagrane z holenderską The Metropole Orkest. Płyta upamiętnia dwudziestą rocznicę solowego debiutu Amos - albumu Little Earthquakes. Gold Dust to drugi album Tori Amos wydany w prestiżowej wytwórni Deutsche Grammophon.

## Lista utworów
| 1.  | „Flavor”                             | 4:07    |
|     | z albumu Abnormally Attracted to Sin |         |
| 2.  | „Yes, Anastasia”                     | 4:19    |
|     | z albumu Under the Pink              |         |
| 3.  | „Jackie's Strength”                  | 4:33    |
|     | z albumu From the Choirgirl Hotel    |         |
| 4.  | „Cloud on My Tongue”                 | 4:24    |
|     | z albumu Under the Pink              |         |
| 5.  | „Precious Things”                    | 4:46    |
|     | z albumu Little Earthquakes          |         |
| 6.  | „Gold Dust”                          | 5:46    |
|     | z albumu Scarlet’s Walk              |         |
| 7.  | „Star of Wonder”                     | 3:47    |
|     | z albumu Midwinter Graces            |         |
| 8.  | „Winter”                             | 5:46    |
|     | z albumu Little Earthquakes          |         |
| 9.  | „Flying Dutchman”                    | 6:20    |
|     | z singla China                       |         |
| 10. | „Programmable Soda”                  | 1:27    |
|     | z albumu American Doll Posse         |         |
| 11. | „Snow Cherries from France”          | 3:02    |
|     | z albumu Tales of a Librarian        |         |
| 12. | „Marianne”                           | 4:09    |
|     | z albumu Boys for Pele               |         |
| 13. | „Silent All These Years”             | 4:35    |
|     | z albumu Little Earthquakes          |         |
| 14. | „Girl Disappearing”                  | 4:07    |
|     | z albumu American Doll Posse         |         |
|     |                                      | 1:01:08 |
|     |                                      |         |

## Twórcy
- Tori Amos – śpiew, fortepian
- John Philip Shenale – aranżacje
- Jules Buckley – dyrygent
- The Metropole Orkest – orkiestra